# Droga krajowa B518 (Niemcy)
Droga krajowa 518 (niem. Bundesstraße 518) – niemiecka droga krajowa przebiegająca na osi północ-południe i jest połączeniem drogi B317 z przejściem granicznym w Bad Säckingen.
Droga opuszcza Schopfheim w kierunku wschodnim, po czym krótko przed miejscowością Hasel skręca na południe, przecina miejscowość Wehr i przed Renem, łączy się z B34. Łagodnym łukiem skręca na wschód i w miejscowości Bad Säckingen odbija na południowy wschód i rozdzielając się z B34 zmierza prosto na przejście graniczne ze Szwajcarią.
Droga, jako B518, została wytyczona w drugiej połowie lat 70. XX wieku.